# Братский сельский совет (Нижнесерогозский район)
Братский сельский совет (укр. Братська сільська рада) — входит в состав
Нижнесерогозского района
Херсонской области
Украины.
Административный центр сельского совета находится в 
с. Братское
.

## Населённые пункты совета
- с. Братское
- с. Заповитное